# Metaphycus xanthulus
Metaphycus xanthulus är en stekelart som beskrevs av Annecke och Mynhardt 1981. Metaphycus xanthulus ingår i släktet Metaphycus och familjen sköldlussteklar.
Artens utbredningsområde är Namibia. Inga underarter finns listade i Catalogue of Life.